# Strongylocentrotus pallidus
Strongylocentrotus pallidus is een zee-egel uit de familie Strongylocentrotidae.
De wetenschappelijke naam van de soort werd in 1871 gepubliceerd door Georg Ossian Sars.